# Identiteit van Vandermonde
De identiteit van Vandermonde, ook convolutie van Vandermonde geheten, is een identiteit uit de combinatoriek, die een betrekking tussen binomiaalcoëfficiënten geeft:
{\displaystyle {n+m \choose r}=\sum _{k=0}^{r}{n \choose k}{m \choose r-k}}.
De identiteit is vernoemd naar de Franse wiskundige Alexandre-Théophile Vandermonde, maar werd al in 1303 vermeld door de Chinese wiskundige Zhu Shijie (Chu Shi-Chieh).

## Bewijs
De identiteit van Vandermonde kan bewezen worden op meerdere manieren. 

### Combinatorisch bewijs
Het aantal mogelijkheden om {\displaystyle r} elementen te kiezen uit een verzameling van {\displaystyle n} elementen van de ene soort en {\displaystyle m} elementen van een andere soort, is
{\displaystyle n+m \choose r}.
Deze mogelijkheden kunnen ook gerealiseerd worden door eerst {\displaystyle k} elementen te kiezen uit de eerste soort, wat kan op  
{\displaystyle n \choose k}
verschillende manieren, en vervolgens {\displaystyle r-k} uit de andere soort, wat kan op 
{\displaystyle m \choose {r-k}}
verschillende manieren. Dat betekent 
{\displaystyle {n \choose k}{m \choose {r-k}}}
mogelijkheden met {\displaystyle k} elementen van de eerste soort. Sommeren over {\displaystyle k} levert alle mogelijkheden, wat de identiteit van Vandermonde oplevert.

### Algebraïsch bewijs
Er is een sterke relatie tussen combinatoriek en het binomium van Newton. Daarom is er ook een overeenkomstig algebraïsch bewijs. Enerzijds geldt:
{\displaystyle (1+x)^{n+m}=\sum _{r=0}^{n+m}{n+m \choose r}x^{r}}
en anderzijds:
{\displaystyle (1+x)^{n+m}=(1+x)^{n}(1+x)^{m}=\left(\sum _{i=0}^{n}{n \choose i}x^{i}\right)\left(\sum _{j=0}^{m}{m \choose j}x^{j}\right)=\sum _{r=0}^{n+m}\sum _{i+j=r}{n \choose i}{m \choose j}x^{i+j}}.
Gelijkstellen van de coëfficiënten van {\displaystyle x^{r}} levert de identiteit van Vandermonde.